# Хемат Абедінеджад
Хемат Абедінеджад (перс. همت عابدی‌نژاد; нар. 23 червня 1980, Іран) — іранський футболіст, захисник клубу ПАС.

## Життєпис
Футбольну кар'єру розпочав 2005 року в клубі «Барг» (Шираз). У чемпіонаті Ірану у футболці команди з міста Шираз зіграв 85 матчів та відзначився 1 голом. У 2009 році приєднався до клубу ПАС.

## Статистика
| Клубні виступи    | Клубні виступи    | Клубні виступи        | Ліга  | Ліга | Кубок       | Кубок       | Континентальні | Континентальні | Загалом | Загалом |
| Сезон             | Клуб              | Ліга                  | Матчі | Голи | Матчі       | Голи        | Матчі          | Голи           | Матчі   | Голи    |
| Іран              | Іран              | Іран                  | Ліга  | Ліга | Кубок Хазфі | Кубок Хазфі | Азія           | Азія           | Загалом | Загалом |
| ----------------- | ----------------- | --------------------- | ----- | ---- | ----------- | ----------- | -------------- | -------------- | ------- | ------- |
| 2005–06           | «Барг» (Шираз)    | Кубок Перської затоки | 24    | 1    |             |             | -              | -              |         |         |
| 2006–07           | «Барг» (Шираз)    | Кубок Перської затоки | 14    | 0    |             |             | -              | -              |         |         |
| 2007–08           | «Барг» (Шираз)    | Кубок Перської затоки | 21    | 0    | 2           | 0           | -              | -              | 23      | 0       |
| 2008–09           | «Барг» (Шираз)    | Кубок Перської затоки | 26    | 0    |             |             | -              | -              |         |         |
| 2009–10           | ПАС               | Кубок Перської затоки | 12    | 1    |             | 0           | -              | -              |         | 0       |
| 2010–11           | ПАС               | Кубок Перської затоки | 4     | 0    | 0           | 0           | -              | -              | 4       | 0       |
| Загалом           | Іран              | Іран                  | 101   | 2    |             |             | 0              | 0              |         |         |
| Усього за кар'єру | Усього за кар'єру | Усього за кар'єру     | 101   | 2    |             |             | 0              | 0              |         |         |

- Гольові передачі

| Сезон   | Команда | Асистів |
| ------- | ------- | ------- |
| 2010–11 | ПАС     | 1       |